# Leo Held (Judoka)
Leo Held (* 3. Januar 1963 in Westdeutschland) ist ein deutscher ehemaliger Judoka und heutiger Judo-Trainer. Er trägt den 4. Dan.

## Leben
Zu seinen größten Erfolgen als aktiver Sportler gehört der deutsche Meistertitel 1986 und der 3. Platz an den Meisterschaften ein Jahr zuvor.
Als Trainer coachte er von 1996 bis 2008 die Schweizer Judo-Nationalmannschaft, wobei unter ihm Sergei Aschwanden die Bronzemedaille an den Olympischen Spielen 2008 gewann. 2008 wurde er daher zum Schweizer Trainer des Jahres gewählt.